# Libellud
La Libellud è una società francese specializzata nella produzione di giochi da tavolo fondata nel 2008. Negli anni l'azienda ha prodotto alcuni giochi di grande successo di pubblico e critica come Dixit, Mysterium e Seasons.

## Storia
L'azienda nasce nel 2008 quando Régis Bonnessée decide di lanciare sul mercato Dixit, un gioco atipico su cui nessuna azienda già esistente voleva puntare. Il gioco ha ottenuto un grande successo commerciale e vinto diversi riconoscimenti, al punto che ne è stata prodotta un'espansione all'anno dal momento del suo lancio sul mercato (2008) in poi. Forte del successo di questo gioco, l'azienda ha rilasciato svariati altri prodotti negli anni i quali, come Dixit, sono legati a concetti quali "sogni, condivisione e immaginazione", come dichiarato dallo stesso fondatore. Man mano che il fatturato dell'azienda è aumentato, Bonnessée ha aumentato gradualmente lo stipendio dei propri dipendenti. A partire dal 2016, inoltre, Libellud controlla anche uno studio di videogiochi chiamato Libellud Digital. Nel 2020 l'azienda è stata acquisita da Asmodee Editions, la quale si era precedentemente occupata della distribuzione dei prodotti Libellud fuori dalla Francia.

## Giochi
| Anno | Nome gioco                  | unità vendute    |
| ---- | --------------------------- | ---------------- |
| 2008 | Dixit                       | 5 milioni (2019) |
| 2010 | Fabula                      | Nessuna info     |
| 2012 | Nautilus                    | Nessuna info     |
| 2012 | Seasons                     | Nessuna info     |
| 2013 | Vite ! Cachons-nous         | Nessuna info     |
| 2015 | Loony Quest                 | 100.000 (2018)   |
| 2015 | Mysterium                   | 500.000 (2018)   |
| 2017 | Otys                        | Nessuna info     |
| 2017 | Dice Forge                  | 100.000 (2018)   |
| 2018 | Attack of the Jelly Monster | Nessuna info     |
| 2018 | Shadows Amsterdam           | Nessuna info     |
| 2019 | One Key                     | Nessuna info     |
| 2019 | Obscurio                    | Nessuna Info     |
| 2020 | Mysterium Park              | Nessuna Info     |